# Episodi di Riptide (seconda stagione)
La seconda stagione della serie televisiva Riptide è stata trasmessa in anteprima negli Stati Uniti d'America dalla NBC dal 2 ottobre 1984 al 14 maggio 1985.
| nº | Titolo originale             | Titolo italiano | Prima TV USA     | Prima TV Italia |
| -- | ---------------------------- | --------------- | ---------------- | --------------- |
| 1  | Where the Girls Are          |                 | 2 ottobre 1984   |                 |
| 2  | The Orange Grove             |                 | 16 ottobre 1984  |                 |
| 3  | Catch of the Day             |                 | 23 ottobre 1984  |                 |
| 4  | Mirage                       |                 | 30 ottobre 1984  |                 |
| 5  | Beat the Box                 |                 | 13 novembre 1984 |                 |
| 6  | Father's Day                 |                 | 20 novembre 1984 |                 |
| 7  | Be True to Your School       |                 | 27 novembre 1984 |                 |
| 8  | It's a Vial Sort of Business |                 | 4 dicembre 1984  |                 |
| 9  | Peter Pan Is Alive and Well  |                 | 11 dicembre 1984 |                 |
| 10 | Catch a Fallen Star          |                 | 18 dicembre 1984 |                 |
| 11 | Gams People Play             |                 | 8 gennaio 1985   |                 |
| 12 | Prisoner of War              |                 | 15 gennaio 1985  |                 |
| 13 | Baxter and Boz               |                 | 22 gennaio 1985  |                 |
| 14 | Curse of the Mary Aberdeen   |                 | 29 gennaio 1985  |                 |
| 15 | Boz Busters                  |                 | 5 febbraio 1985  |                 |
| 16 | Oil Bets Are Off             |                 | 12 febbraio 1985 |                 |
| 17 | Girls Night Out              |                 | 19 febbraio 1985 |                 |
| 18 | Polly Want an Explanation    |                 | 5 marzo 1985     |                 |
| 19 | The Twisted Cross            |                 | 12 marzo 1985    |                 |
| 20 | Fuzzy Vision                 |                 | 19 marzo 1985    |                 |
| 21 | Arrivederci, Baby            |                 | 7 maggio 1985    |                 |
| 22 | Harmony and Grits            |                 | 14 maggio 1985   |                 |